# فتح لاند

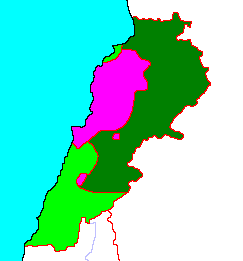
خريطة لبنان عام 1976 أثناء الحرب الأهلية اللبنانية. تظهر الأراضي التي تسيطر عليها منظمة التحرير الفلسطينية باللون الأخضر الفاتح.

فتح لاند أو أرض فتح (بالإنجليزية: Fatahland)‏ هو مصطلح استخدمته إسرائيل للإشارة إلى المناطق في جنوب لبنان التي تسيطر عليها منظمة التحرير الفلسطينية وأكبر فصائلها، فتح، أثناء التمرد الفلسطيني في جنوب لبنان من عام 1968 إلى عام 1982. اليوم، يستخدم المصطلح للإشارة إلى حكم فتح للجيوب الفلسطينية في الضفة الغربية، على عكس حماستان، في سياق الصراع بين فتح وحماس المستمر منذ عام 2006.

## تاريخ
ظهر مصطلح "فتح لاند" في أعقاب حرب الأيام الستة عام 1967، والتي انتقلت بعدها منظمة التحرير الفلسطينية إلى جنوب لبنان وأنشأت منطقة شبه مستقلة هناك. اكتسبت هذه الجهود زخماً مع نقل قيادة منظمة التحرير الفلسطينية بالكامل من الأردن إلى لبنان في أعقاب أحداث أيلول الأسود من عام 1970 إلى عام 1971، مما أدى إلى طرد منظمة التحرير الفلسطينية من الأردن. وبفضل جيشها الذي يعمل بحرية في لبنان، نجحت منظمة التحرير الفلسطينية في خلق دولة داخل الدولة في لبنان. وقد نصت اتفاقية القاهرة عام 1969، التي وقعها رئيس منظمة التحرير الفلسطينية ياسر عرفات وقائد القوات المسلحة اللبنانية إميل بستاني، على أن وجود وأنشطة المقاومة الفلسطينية في جنوب لبنان سوف يكون موضع تسامح وتنظيم من قبل السلطات اللبنانية.
اعتبرت إسرائيل "فتح لاند" تهديدًا خطيرًا، حيث استخدم الفدائيون الفلسطينيون المنطقة كقاعدة لإطلاق قذائف المدفعية والعمليات الحربية على الجليل. ازدادت قوة فتح في لبنان أثناء الحرب الأهلية اللبنانية. في مارس/آذار 1978، غزت إسرائيل جنوب لبنان حتى نهر الليطاني في محاولة لإبعاد منظمة التحرير الفلسطينية عن الحدود الإسرائيلية. وانتقلت السيطرة على المنطقة القريبة من الحدود الإسرائيلية بعد ذلك إلى جيش لبنان الجنوبي. وفي عام 1982، شنت إسرائيل غزوًا آخر على لبنان بهدف القضاء على منظمة التحرير الفلسطينية. وفي أعقاب الحصار الإسرائيلي لبيروت، تم إخلاء منظمة التحرير الفلسطينية وانتقلت إلى تونس.
وفي أعقاب تصاعد الصراع بين فتح وحماس إلى حرب أهلية، سيطرت فتح وحماس على الضفة الغربية وقطاع غزة على التوالي. وبالتالي، تم وصف الضفة الغربية بأنها أرض فتح الجديدة.  وبحسب رياض المالكي، فبدلاً من حل الدولتين مع دولة فلسطين المتحدة وإسرائيل كجارتين، فإن الخريطة الجديدة للمنطقة قد تظهر غزة كدولة والضفة الغربية كدولة أخرى، مع وجود إسرائيل بينهما. ويشير الباحثون إلى أن إسرائيل والولايات المتحدة والاتحاد الأوروبي نظرت إلى الانقسام بشكل إيجابي لأنه سمح بعزل الحكومة الإسلامية في غزة بينما تمكنت حكومة فتح في الضفة الغربية من الدخول في اتفاقيات أكثر قبولاً لدى إسرائيل.